# Strictispira drangai
Strictispira drangai é uma espécie de gastrópode do gênero Strictispira, pertencente a família Pseudomelatomidae.